# Vlag van Noordenveld

Vlag van de gemeente Noordenveld

De vlag van Noordenveld is op 19 oktober 2000 vastgesteld als de gemeentelijke vlag van de Drentse gemeente Noordenveld. De beschrijving luidt: 
"Hoogte : lengte = 2  : 3; twee lengtebanen in de verhouding 2 : 21; de eerste baan: zeven even hoge banen van zwart en wit; de tweede baan: twee even hoge banen van groen en geel, met op het midden van de banen een klaverblad van 7/10 vlaghoogte van het één in het ander."

## Verklaring
De zwart-witte baan aan de linkerkant is een verwijzing naar de historische ligging van het gebied, dat vroeger volledig omgeven was met veen, maar tegenwoordig een gunstige en open ligging kent te midden van de steden Drachten, Assen en Groningen. Het klaverblad symboliseert het laaggelegen gebied in het noorden, terwijl het geel de zandgronden in het zuiden uitbeeldt. Het kleurgebruik is zodanig toegepast om elke verwijzing naar gemeente Meppel te vermijden. De drie klaverbladeren verwijzen naar de drie voormalige gemeenten Norg, Peize en Roden. De vlag was ontworpen door het Drents Heraldisch College (DHC).

## Verwante afbeeldingen

Wapen van Noordenveld

Aa en Hunze ·
Assen ·
Borger-Odoorn ·
Coevorden ·
De Wolden ·
Emmen ·
Hoogeveen ·
Meppel ·
Midden-Drenthe ·
Noordenveld ·
Tynaarlo ·
Westerveld